# Newton Ben Katanha
Newton Ben Katanha (Seke, 3 febbraio 1983) è un ex calciatore zimbabwese, di ruolo attaccante.